# 유성 영화

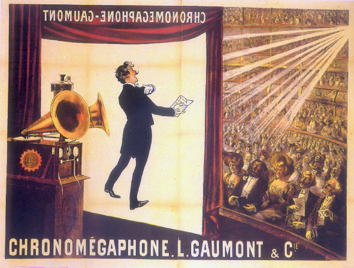
1908년 가우몽의 음향 영화를 광고하는 포스터. 큰 홀을 위해 설계된 크로노메가폰은 녹음된 소리를 증폭시키기 위해 압축 공기를 사용했다.

유성 영화(有聲映畫)는 화면과 소리가 결합된 영화이다. 움직이는 화면을 소리와 동기화시키거나 소리와 이미지를 기술적으로 결합시킨 것으로, 무성 영화에 대비되는 개념이다.
유성 영화가 최초로 대중에게 공개된 것은 1900년 프랑스 파리시에서였으나, 동기화 기술을 완성하여 실용화시키기까지는 20년 이상이 더 걸렸다. 초기에는 유성 영화를 "말하는 그림"(takling pictures)이라는 의미로 토키(talkie)라고 불렀다.
처음부터 토키 영화로 만들어진 세계 최초의 영화는 1927년 10월 6일에 개봉된 《재즈 싱어》이다. 이후 1930년대부터 토키 영화가 세계적으로 보급되었다.
한국 최초의 유성 영화는 일제강점기인 1935년에 이명우가 연출한 《춘향전》이다.

## 같이 보기
- 무성 영화